# Horodec (stacja kolejowa)
Horodec (biał. Гарадзец, ros. Городец) – stacja kolejowa w miejscowości Horodec, w rejonie kobryńskim, w obwodzie brzeskim, na Białorusi. Leży na linii Homel - Łuniniec - Żabinka.
Stacja istniała już przed II wojną światową.